# Saint-Joseph (Loire)
Saint-Joseph ist eine französische Gemeinde mit 1.978 Einwohnern (Stand: 1. Januar 2022) im Département Loire in der Region Auvergne-Rhône-Alpes. Saint-Joseph gehört zum Arrondissement Roanne und zum Kanton Rive-de-Gier.

## Geographie
Saint-Joseph liegt etwa 22 Kilometer nordöstlich von Saint-Étienne. Der Gier begrenzt die Gemeinde im Süden. Umgeben wird Saint-Joseph von den Nachbargemeinden Saint-Didier-sous-Riverie im Norden, Chabanière mit Saint-Maurice-sur-Dargoire im Osten, Châteauneuf im Südosten, Rive-de-Gier im Süden sowie Saint-Martin-la-Plaine im Westen.

## Geschichte
Bis 1867 war Saint-Joseph Teil der Nachbargemeinde Saint-Martin-la-Plaine. 

### Bevölkerungsentwicklung
| Jahr                       | 1962 | 1968 | 1975 | 1982 | 1990 | 1999 | 2006 | 2017 |
| -------------------------- | ---- | ---- | ---- | ---- | ---- | ---- | ---- | ---- |
| Einwohner                  | 1059 | 1147 | 1144 | 1200 | 1414 | 1623 | 1784 | 1901 |
| Quellen: Cassini und INSEE |      |      |      |      |      |      |      |      |

## Sehenswürdigkeiten
- Reste des römischen Gier-Aquädukts
- Kirche Saint-Joseph
- Kapelle Chagneux

## Weblinks

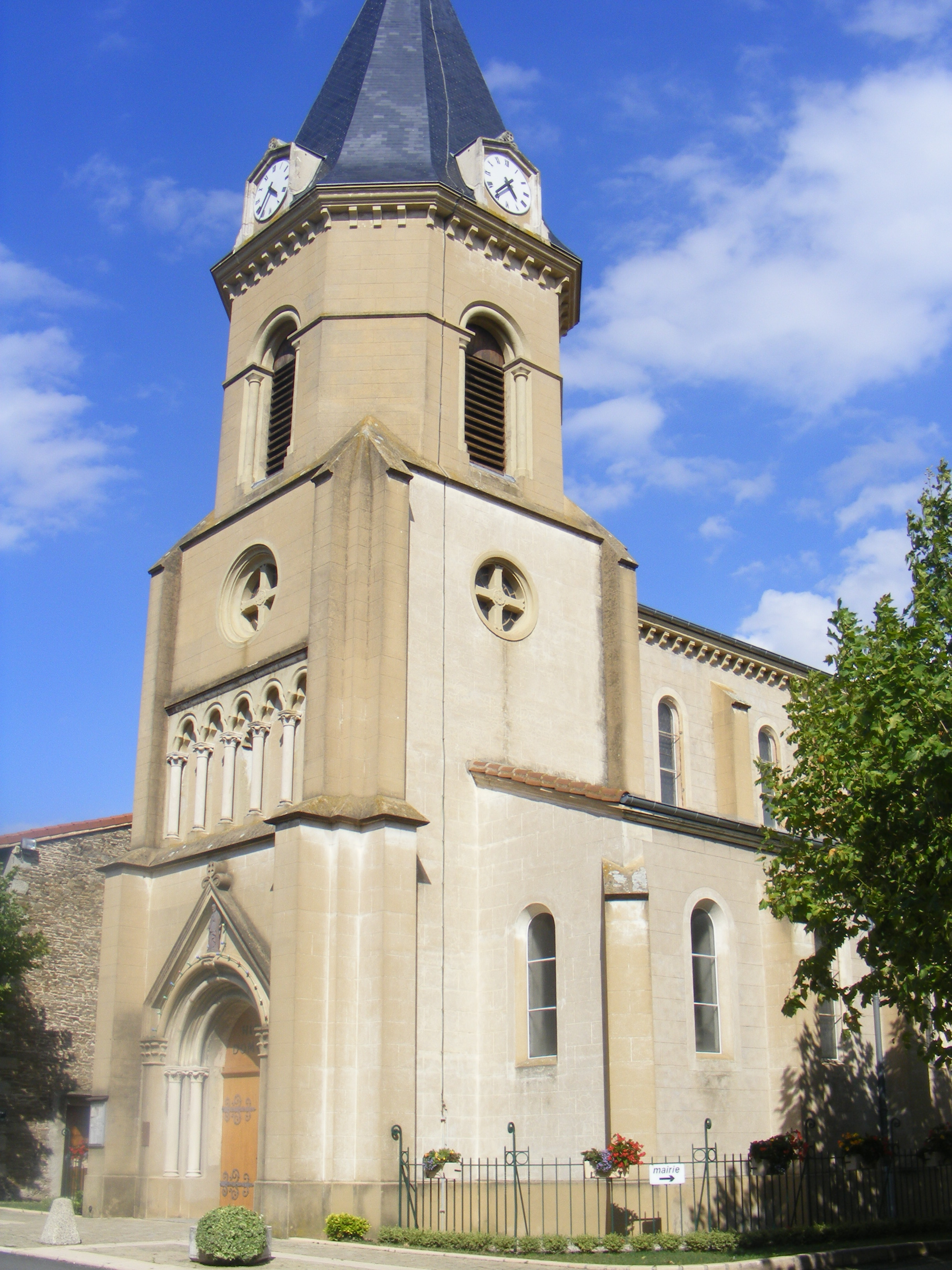
Kirche Saint-Joseph